# Lucy Dawidowicz
Lucy Dawidowicz (* als Lucy Schildkret am 16. Juni 1915 in New York City; † 5. Dezember 1990 ebenda) war eine US-amerikanische Historikerin des Holocaust.

## Leben
Lucy Schildkret wuchs als Tochter säkularer Juden auf. Sie selbst besuchte erstmals 1938 in Wilno einen Gottesdienst in einer Synagoge. Von 1932 bis 1936 studierte sie englische Literatur am Hunter College mit dem Bachelor-Abschluss. Danach setzte sie ihr Studium an der Columbia University fort, wo sie sich unter dem Einfluss von Jacob Shatsky (1893–1956) der jüdischen Geschichte zuwandte. Von 1938 bis August 1939 (kurz vor Kriegsausbruch) war sie in Wilna (Polen) am YIVO und lernte dafür Jiddisch. Sie trat dort in enge Verbindung zu ihren Lehrern Zelig Kalmanovich, Max Weinreich und  Salman Reisen, von denen nur Weinreich den Holocaust überlebte, da er in die USA reiste, um in New York eine Zweigstelle des YIVO zu gründen. Bis 1946 arbeitete sie für den YIVO-Ableger in New York und reiste dann nach Europa für das American Jewish Joint Distribution Committee, um sich um Überlebende des Holocaust zu kümmern. 1947 kehrte sie in die USA zurück und heiratete 1948 den polnischen Juden und Holocaust-Überlebenden Szymon Dawidowicz. Von 1948 bis 1960 unternahm sie historische Untersuchungen für das American Jewish Committee. Außerdem schrieb sie für Zeitungen wie die New York Times und den New York Times Book Review. Sie war eine leidenschaftliche Zionistin und Anti-Kommunistin und setzte sich für das Auswanderungsrecht von Juden in der Sowjetunion ein. 1985 gründete sie eine Stiftung für die Übersetzung aus dem Jiddischen und Hebräischen ins Englische.
Ihre Geschichte des Holocaust The War Against the Jews 1933–1945 von 1975 war ein Bestseller. Sie veröffentlichte auch Bücher über Geschichtsschreibung des Holocaust, über Juden in Amerika, Essays über jüdische Geschichte und Identität und Erinnerungen.
1976 war sie Guggenheim Fellow. Sie war mehrfache Ehrendoktorin (unter anderem Yeshiva College). 1978/79 war sie Mitglied der Kommission des Präsidenten zum Holocaust.

## Schriften

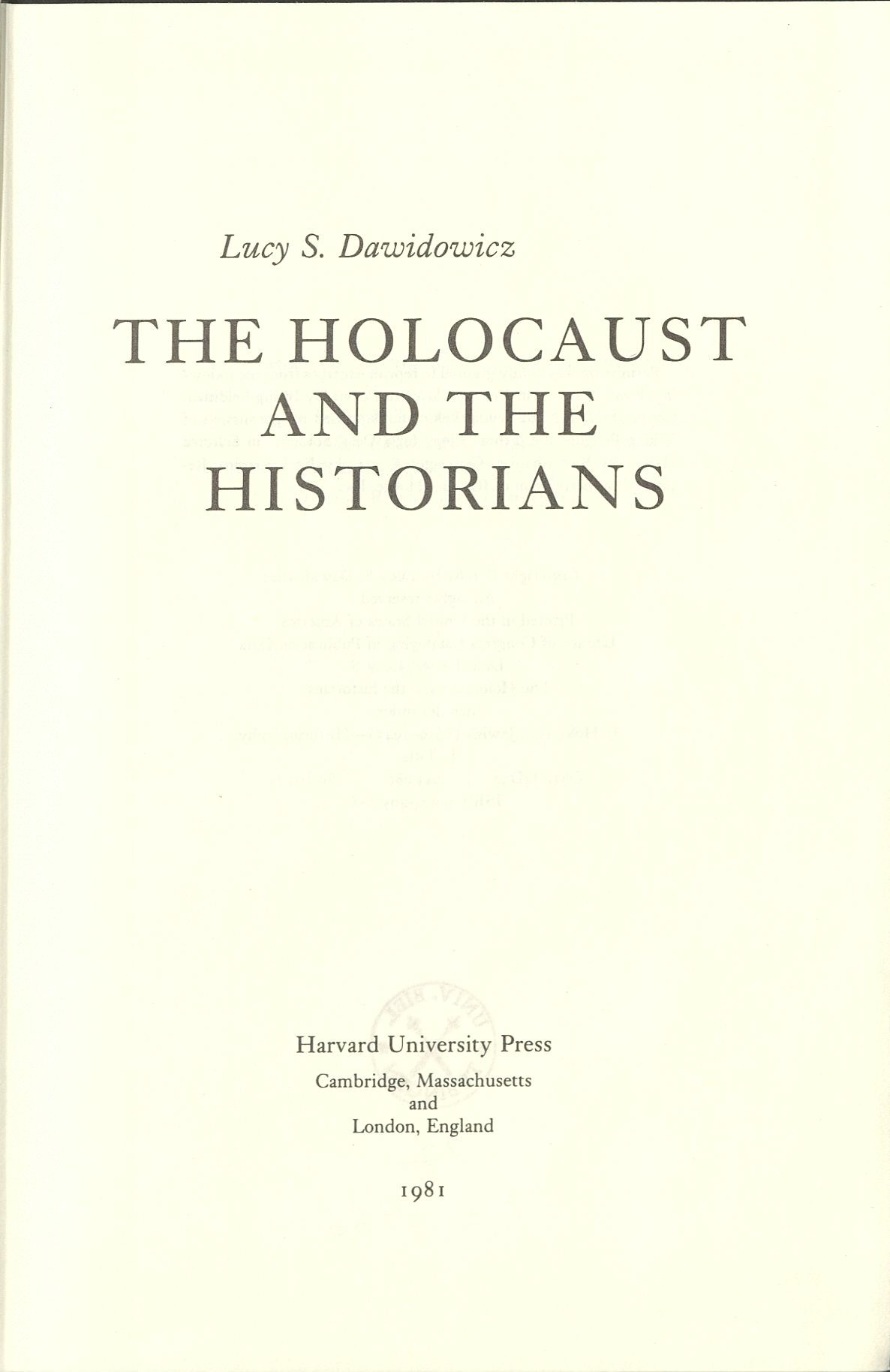
The Holocaust and the Historians (1981)

- mit Leon J. Goldstein: Politics In A Pluralist Democracy. Studies of voting in the 1960 election, Institute of Human Relations Press, 1963.
- als Herausgeberin: The Golden Tradition: Jewish Life And Thought In Eastern Europe, Boston, MA: Beacon Press, 1967.
- The War Against The Jews, 1933–1945, New York: Holt, Rinehart and Winston: 1975 (erhielt den Ainsfeld-Wolf Prize).
  - deutsch: Der Krieg gegen die Juden. 1933 - 1945. Kindler Verlag 1979, ISBN 3-463-00768-1.
  - Tenth Anniversary Edition (1986) mit einem neuen Vorwort (14 S.), Paperback, ISBN 0-553-34532-X.
- A Holocaust Reader, New York: Behrman House, 1976, ISBN 0-87441-236-6.
- The Jewish Presence. Essays On Identity And History, New York: Holt, Rinehart and Winston, 1977.
- Spiritual Resistance. Art From Concentration Camps, 1940–1945. A selection of drawings and paintings from the collection of Kibbutz Lohamei Haghetaot, Israel, mit Essays von Miriam Novitch, Lucy Dawidowicz, Tom L. Freudenheim, Philadelphia: The Jewish Publication Society of America, 1981.
- The Holocaust and the Historians, Harvard University Press, Cambridge, Mass: 1981.
- On Equal Terms. Jews in America, 1881–1981, New York: Holt, Rinehart and Winston, 1982.
- From That Place And Time. A Memoir, 1938–1947, New York: W. W. Norton, 1989 (erhielt den Jewish National Book Award).
- What Is The Use Of Jewish history? Essays (Herausgeber Neal Kozodoy), New York: Schocken Books, 1992.